# Jhanak Jhanak Payal Baaje
Jhanak Jhanak Payal Baaje è un film indiano del 1955 diretto da V. Shantaram.

## Riconoscimenti
- National Film Awards
  - 1955: "All India Certificate of Merit for Best Feature Film", "Best Feature Film in Hindi"
- Filmfare Awards
  - 1956: "Best Film", "Best Director" (V. Shantaram), "Best Art Direction" (Kanu Desai), "Best Sound Design" (A. K. Parmar)